# Carlo Doliac
Carlo Doliac, odvetnik in politik, * 26. marec 1805 , Gorica, † 22. julij 1898, Gorica. 
Pravo je študiral na Dunaju. Kot odvetnik je služboval v rojstnem kraju. Marca 1851 je bil izvoljen za goriškega župana. To službo je opravljal 10 let. V letih 1861−1867 je bil poslanec v Deželnem zboru Goriško-Gradiščanske. Pri delovanju v deželnem zboru se je pokazal za Slovencem naklonjenega poslanca, saj je pripomogel, da je bila 1866 sprejeta reforma deželnega volilnega zakona, ki je bila v korist Slovencem. Leta 1870 je bil med pobudniki za ustanovitev in prvi predsednik Katoliške družbe (Circolo Cattolico per il Goriziano). Katoliška družba, ki sicer ni imela velikega vpliva na politično dogajanje, je bila prva katoliška politična organizacija na Goriškem (konec leta 1870 ga je nasledil Anton Valentin Toman). Družba je poslovala tudi v slovenščini. Na pobudo Katoliške družbe je 1871 pričel izhajati list Il Goriziano, kasnejši L'Eco del Litorale. Doliac je svojo naklonjenost do Slovencev pokazal tudi v goriški Kmetijski družbi s tem, da je omogočil izhajanje glasila Umni gospodar (1863-1865). Leta 1866 je prejel plemiški naslov s pridatkom »de Capriani«.